# Szent Rumbold-katedrális
A flandriai Mechelen városában található Szent Rumbold-katedrális a Mechelen-Brüsszeli főegyházmegye főtemploma, illetve a belga egyháztartomány metropolitájának temploma, ezzel a belga katolikus egyház központja is. A katedrális késő gótikus stílusban épült és egyik jellegzetessége 97 méter magas, befejezetlen harangtornya. A torony 56 másik belgiumi és franciaországi harangtoronnyal együtt az UNESCO világörökségének része

## Története

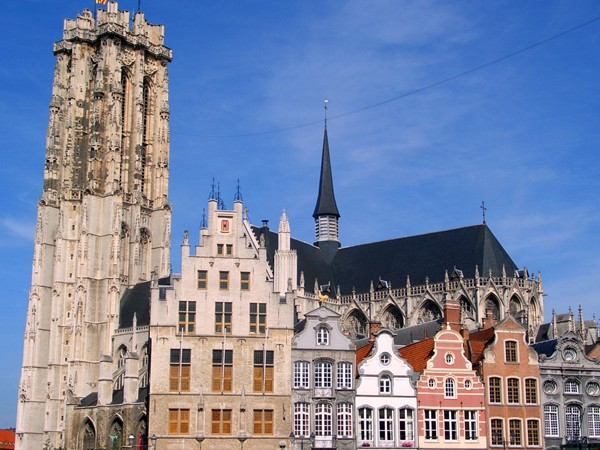
A katedrális tornya, előtérben a Grote Markt házai

A katedrálist a németalföldön tevékenykedő ír misszionárius, Szent Rumbold emlékének szentelték. A templom építése a 13. században kezdődött, háromhajós, kereszt alaprajzú elrendezéssel. Ekkor épült fel a főhajó, a kereszthajó (vagy transzept), a három mellékhajó és a kórus. A katedrálist 1312-ben szentelték fel.
1335-ben a város kezdeményezésére a templomot átépítették, a főhajó belmagasságát növelték, a kórust megnagyobbították, az oltár mögé kerengőt és hét mellékkápolnát toldottak be. Az építkezés feltehetően Jean d'Oisy tervei alapján zajlott. A kórus mennyezetét csak 1451-ben sikerült befejezni. Innentől kezdve minden erőforrást a torony befejezésére fordítottak (ld. lent), illetve 1500-ban egy kápolnát toldottak az északi mellékhajóhoz.
A németalföldi szabadságharcot megelőző vallásháborúk során a katedrális megrongálódott, az eredeti berendezés teljesen megsemmisült. Súlyos károk érték az épületet az első világháború során is és 1972-ben, amikor tűz ütött ki a katedrálisban.
A templom egyes, 14. század során épített részei a brabanti gótikus stílus legkorábbi képviselői.  A katedrális egészében a késő gótikus építészet egyik kiemelkedő alkotása, az itt alkalmazott stílust később széles körben másolták, mint például a lieri St. Gummaruskerk építése során.
1999-ben a katedrális tornyát, 56 másik belga és francia középkori harangtoronnyal együtt, felvették az UNESCO világörökségi listájára.

## Főbb adatok

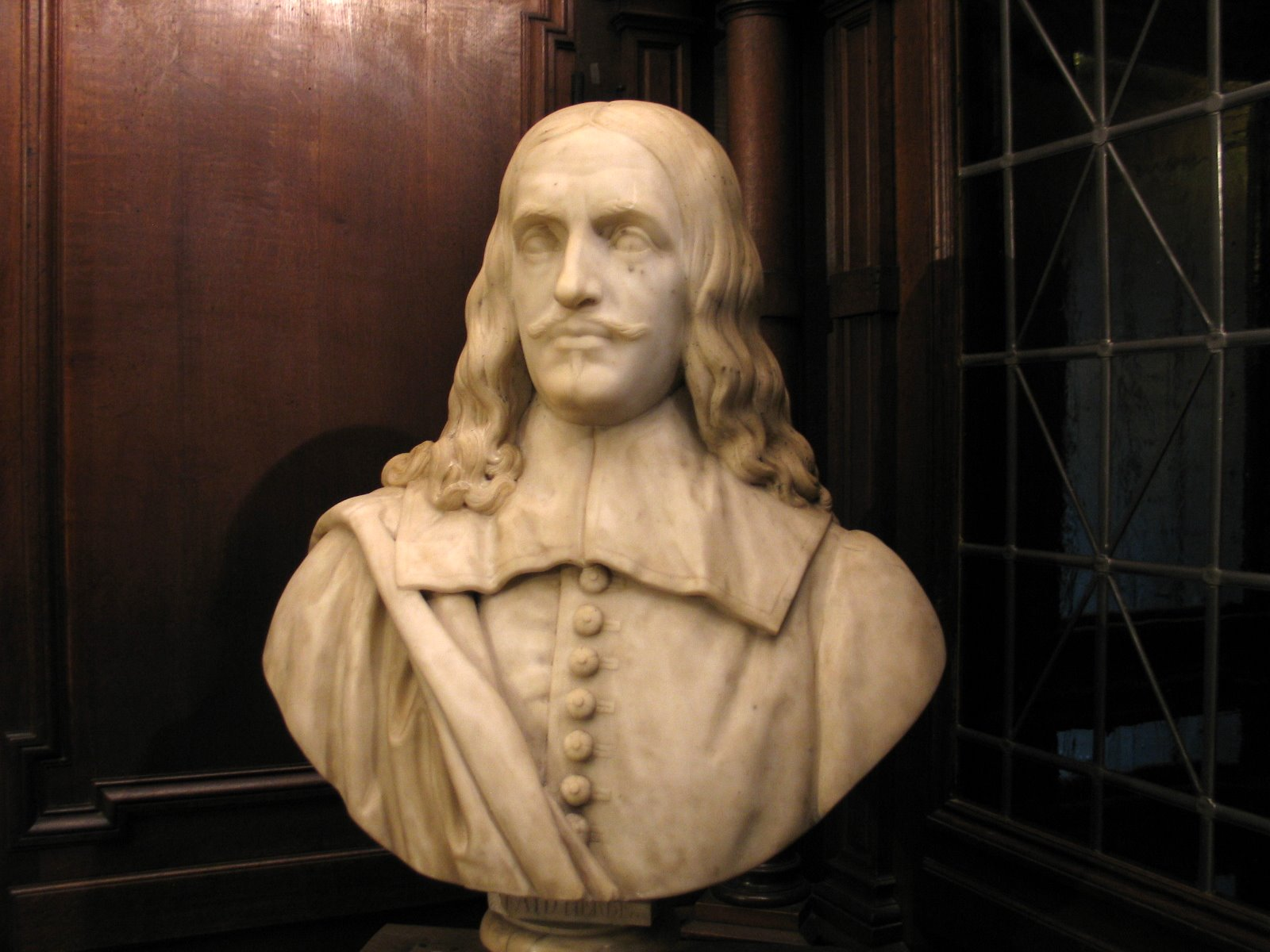
Lucas Faydherbe, a templombelső díszítéséért felelős szobrász

- Építész: Jean d'Oisy, majd később a Keldermans család tagjai
- Építőanyag: brabanti mészkő és homokkő
- Teljes külső hossza: 118 méter
- Kereszthajó külső szélessége: 41,2 méter
- Középső hajó belmagassága :28 méter
- Nyugati torony magassága: 97 méter (befejezetlen – a teljes tervezett magasság 167 méter)
- Lépcsők száma: 514
- A kórus legnagyobb szélessége: 13,3 méter
- Teljes alapterülete: 3870 m2
- Bejáratok: a torony lábánál, illetve az északi és déli mellékhajóban
- Oltár: barokk stílusú, fa, Szent Rumbold ereklyéivel, Lucas Faydherbe alkotása
- Egyéb: a templom belsejét Anthony van Dyck, Michiel Coxie és Gaspard de Crayer festményei díszítik. Az apostolok szobrai és a kripta Lucas Faydherbe alkotása

## A templom belseje
A templom eredeti belső kialakítása a németalföldi protestánsok és katolikusok összecsapásainak következtében megsemmisült. A jelenlegi belsőt 1655-ben Lucas Faydherbe alakította ki, aki barokk stílusban díszítette fel a katedrális belsejét. A barokk főoltárt Szent Rumbold ereklyetartójával fából faragta ki. A főhajót a 12 apostol kőből faragott szobra díszíti. Faydherbe alkotása még Andreas Cruesen érsek sírboltja is.
A templombelső díszítő festmények közül a legnevezetesebb a Szt. Anna kápolnában található Van Dyck kép, a Krisztus a kereszten. A többi festmény Abraham Janssens, Gaspar de Crayer és Michiel Coxcie németalföldi festők munkája.

## A torony

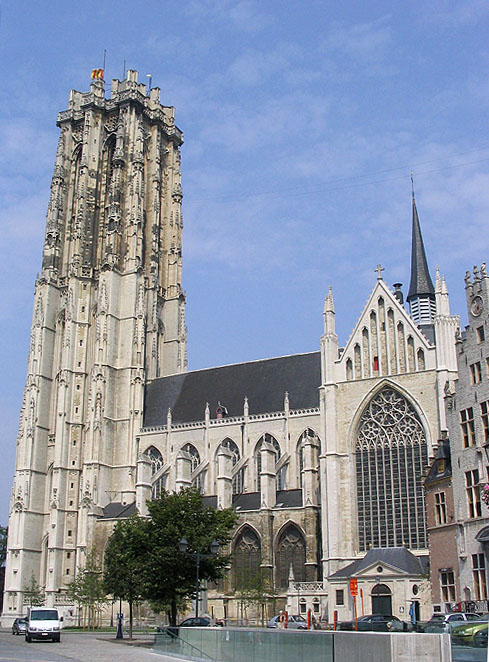
A katedrális tornya és a déli mellékhajó

A katedrális befejezetlenül is 97 méter magas tornya dominálja a városközpontot, illetve a környező sík vidéket. A torony tetejéről tiszta időben akár a 25 km-re levő Brüsszelt is lehet látni.
A katedrális építése során a torony tervezett magassága 600 mecheleni láb volt, ami kb. 167 méternek felel meg. A torony megtervezésével és felépítésével a Keldermans kőműves-dinasztiát bízták meg, akik 1449-ben kezdtek el dolgozni az alapokon és 1452. május 22-én Jan Van Muse polgármester fektette le a torony alapkövét. Az építkezés minden évében 1,5 méterrel magasították a tornyot.
A torony befejezésére végül a város pénzügyi nehézségei miatt nem került sor. Az 1500-as évek közepére a protestánsok és katolikusok között kiéleződő feszültségek a katedrális megrongálódásához vezettek. A város által védelmi célokra felhalmozott lőpor 1546-ban felrobbant, a 200 halott mellett a város csaknem harmada romba dőlt és újjá kellett építeni. Ekkor kezdték volna csak a nyolcszögletű folyosó felépítéséhez, ahol a város tűzőrsége állomásozott volna. Az építkezést végül a 97,28 méteres magasság elérése után leállították.

### A torony szintjei

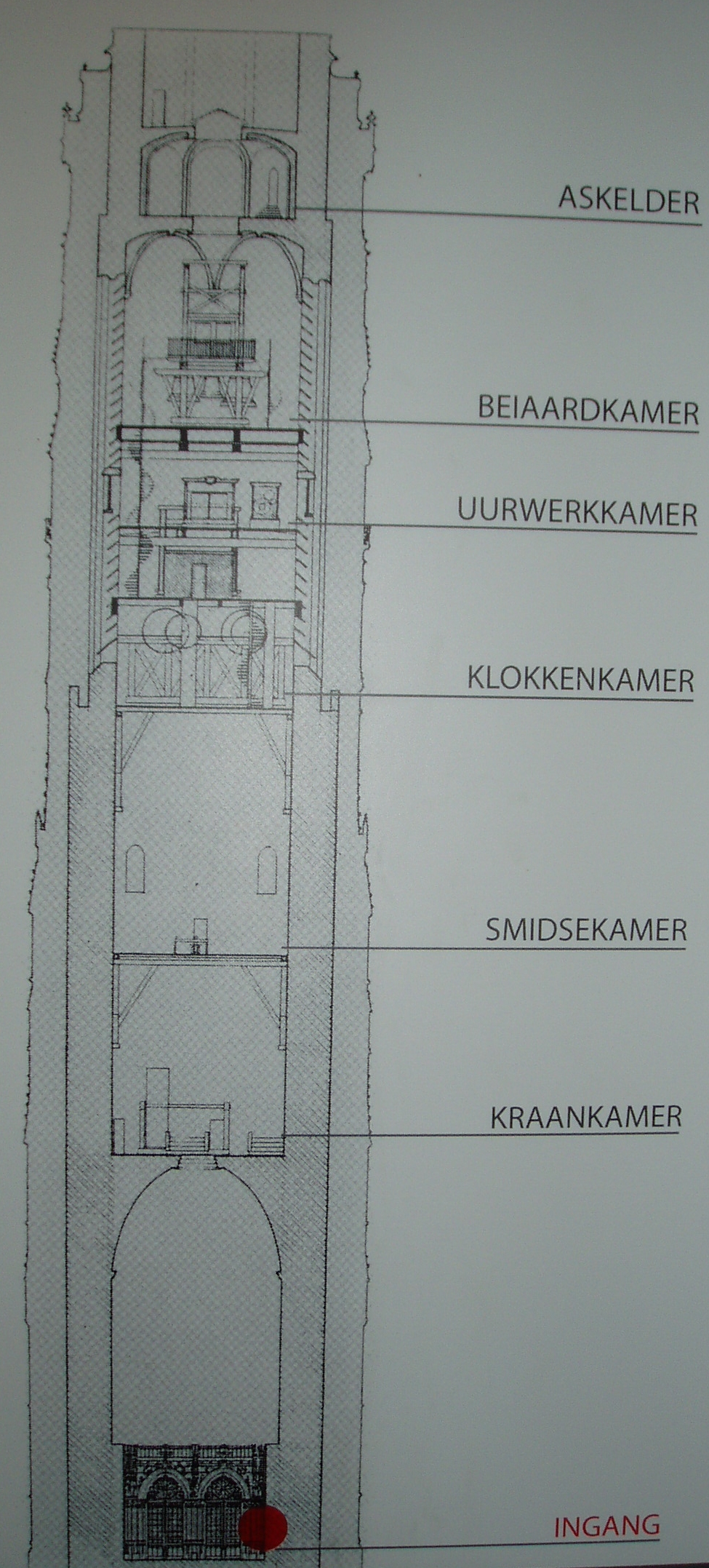
A katedrális tornyának keresztmetszeti rajza
Ingang – Bejárat
Kraankamer – Daruszoba
Smidsekamer – Kovácsszoba
Klokkenkamer – Harangszoba
Uurwerkenkamer – Óraműszoba
Beiaardkamer – Harangjátékszoba
Askelder – Padlás

A toronynak jelenlegi állapotában hat emelete van:
- A Daruszoba (Kraankamer): erről a szintről üzemeltették a darut, amivel a harangjáték elemeit (amelyek súlya a 8 tonnát is eléri) a helyére emelték. A darut kilenc ember kezelte.
- A Kovácsszoba (Smidsekamer): ezen az emeleten dolgozott a katedrális kovácsa, aki a templom díszítéseit, szerkezeti elemeit készítette el, illetve a kőművesek szerszámait tartotta karban. Ezen a szinten helyezték el végül a tűzőrséget.
- A Harangszoba (Klokkenkamer): ezen a szinten helyezték el a legrégebbi harangjáték harangjait és a működtető szerkezetet. Ma a harangjátéknak 49 harangja van, a legrégebbit 1480-ban öntötték, de a legtöbbet a 17 század során Pieter en François Hemony öntőmesterek készítették. Ma ezen a szinte a katedrális történetét bemutató múzeum üzemel.
- Az Óraműszoba (Uurwerkenkamer): ezen a szinten helyezték el a teljesen automatikusan működő óraművet. A szerkezet működését összesen 1,5 tonnás elérő súlyok és ellensúlyok rendszere tette lehetővé. A szerkezet a torony négy oldalán elhelyezett órákat üzemeltette. Az első világháború során a német tüzérség súlyosan megrongálta az óraművet, ami ezután nem működött. 1963-ban az órát eltávolították a toronyból. Az óra számlapjának átmérője 14 méter volt (összehasonlításképpen: a második legnagyobb számlap az antwerpeni Onze-Lieve-Vrouwekathedraal tornyán található, átmérője 7 méter). Jelenleg a város vezetése az óraszerkezet helyreállítását és visszahelyezését fontolgatja.
- A Harangjátékszoba (Beiaardkamer): ezen a szinten készült el a 80-as években a mai is üzemelő harangjáték. Az összesen 49 harangot 1981-ben a Koninklijke Klokkengieterij Eijsbouts öntötte.
- A Padlás (Askelder)

### A torony befejezése

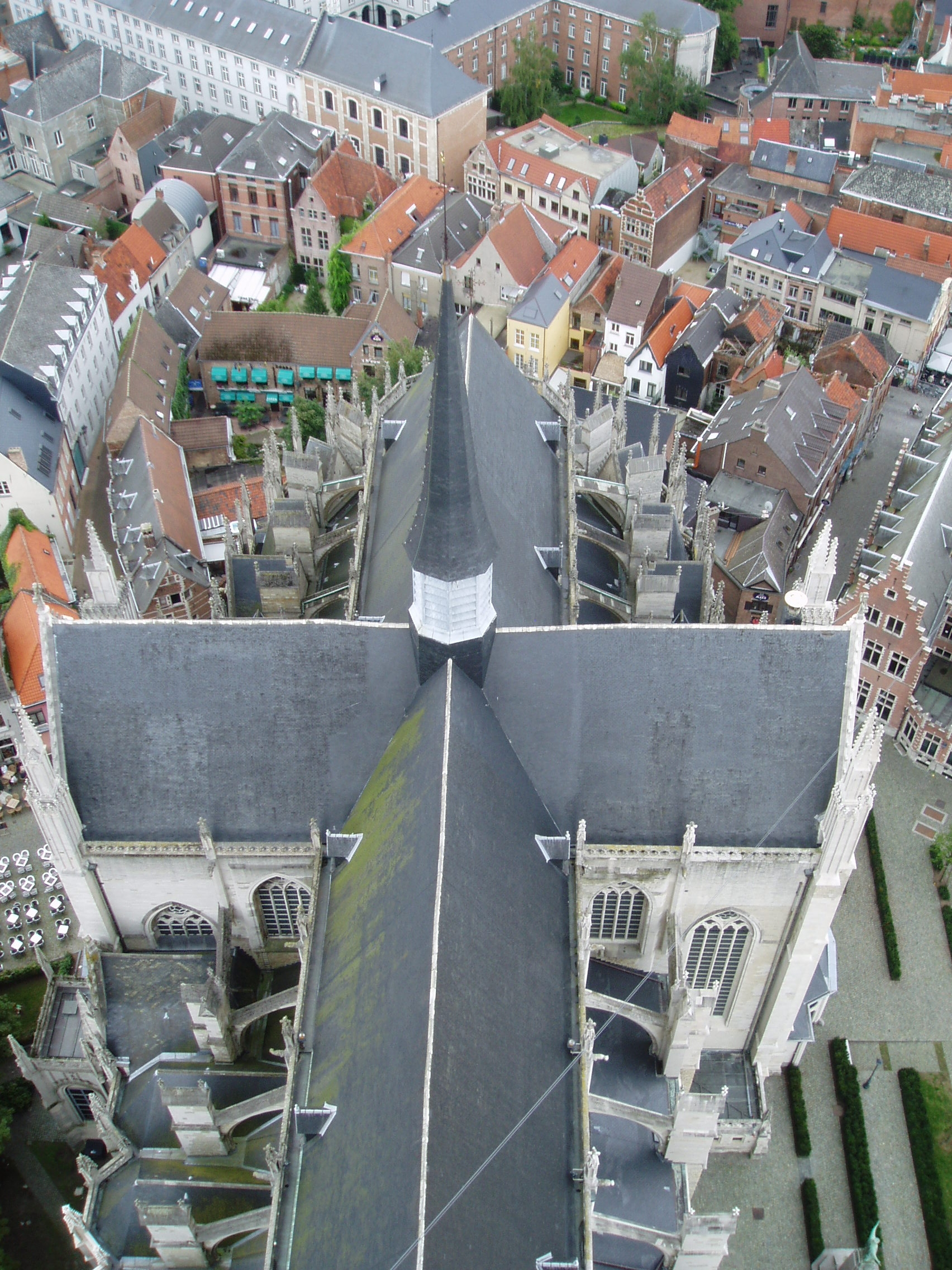
A katedrális a levegőből, középen a transzept fölé épített kistorony

Az 1970-es évek során elkészült egy tanulmány a torony befejezésének lehetőségeiről. A pénzügyi helyzet mellett a torony statikai állapotát is vizsgálták, hogy a jelenlegi technika és építőanyagok felhasználásával erre lehetőség lenne. A torony alapjára jelenleg 6.5 kg/cm2 nyomás nehezedik, a tervezett magasság (167 méter) elérésével ez 7.5 kg/cm2-re nőne, míg az altalaj és az alapzat 13 kg/cm2 nyomásnak képes ellenállni.

## Híres emberek
Akik megmászták a torony 514 lépcsőjét:
- XV. Lajos francia király, 1745-ben
- Bonaparte Napóleon Első Konzul 1803-ban
- I. Albert belga király 1914-ben

## Érdekesség
A mecheleniek csúfneve, a Maneblussers (holdoltók) is a toronyhoz kapcsolódik, és arra a történetre vezethető vissza, miszerint 1687. január 27-e éjszakáján a felhők mögé rejtőző telihold vörös fénnyel árasztotta el a Szt. Rumbold katedrális tornyát. A torony ablakain visszaverődő holdfényt egy hazafelé botorkáló részeg tűznek látta és „Segítség, ég a torony!” („Help, de toren brandt!”) kiáltásokkal riasztotta a lakosokat. A legmélyebb álmukból ébredő mecheleni polgárok, élükön a polgármesterrel és a városi tanáccsal, azonnal nekiláttak az oltásnak (hiszen például a toronyban tárolták a városi levéltár legfontosabb okmányait, az adományleveleket, okiratokat, stb.), és már majdnem elérték a torony tetejét, mikor a hold előbukkant a felhők mögül és tisztán megvilágította a sértetlent tornyot.

## Külső hivatkozások
- A Szt. Rumbold-katedrális története a város honlapján
- A mecheleni egyházközség honlapja
- www.sintromboutstoren.tk Archiválva 2008. július 1-i dátummal a Wayback Machine-ben A katedrális történetét és érdekességeit, a kapcsolódó legendákat bemutató oldal
- Jo Haazen játssza  Matthias Vanden Gheyn (1721-1785) zeneszerző alkotását a torony harangjátékán
- További képek a katedrálisról
- A mecheleni Grote Markt tér és a katedrális tornya 360 fokos panorámaképen

## Fordítás
- Ez a szócikk részben vagy egészben  a   Sint-Romboutskathedraal című holland Wikipédia-szócikk ezen változatának fordításán alapul.  Az eredeti cikk szerkesztőit annak laptörténete sorolja fel. Ez a jelzés csupán a megfogalmazás eredetét és a szerzői jogokat jelzi, nem szolgál a cikkben szereplő információk forrásmegjelöléseként.